# Сільвія Шербеску
Сильвія Шербеску (рум. Silvia Șerbescu, уроджена Келару, рум. Chelaru; (27 січня 1903 , Бухарест  — 22 квітня 1965 , Бухарест ) — румунська піаністка та музичний педагог. Заслужена артистка Румунії (1956), лауреатка Державної премії Румунії (1955).

## Походження та навчання
Дочка Георге Келару, викладача латинської, давньогрецької та румунської мов у елітній бухарестській гімназії, автора численних шкільних підручників. По материнській лінії онука композитора та диригента Йоана Бунеску . Мати піаністки Ліани Шербеску.
Навчалася в Бухарестській консерваторії в Емілії Саїджу та Констанці Ербічану (фортепіано), Думітру Кіріаку-Джорджеску та Альфонсо Кастальді (теорія, гармонія та контрапункт). Одночасно закінчила відділення математики Бухарестського університету. В 1924 році закінчила консерваторію, вийшла заміж за інженера Флоріана Шербеску і вирушила до Парижа, щоб продовжити освіту в Нормальній школі музики у Бланш Баскуре-де-Геральді, Лазара Леві та Альфреда Корто.

## Творча кар'єра
Дебютувала в Бухаресті в 1928 році, виконавши Перший концерт Ференца Ліста ; роком пізніше успішно виступила в Парижі із Симфонічним оркестром Парижа під керівництвом Ернеста Ансерме. У ході ефектної концертної кар'єри у 1930-ті роки Шербеску вперше в Румунії виконала низку важливих творів, у тому числі Другий концерт (1931) та Рапсодію на тему Паганіні (1937) Сергія Рахманінова, «Ночі в садах Іспанії» Мануеля де Фальї ( 1934), Другий (1939) концерт Сергія Прокоф'єва, сюїту «Іберія» Ісаака Альбеніса тощо. У репертуарі піаністки переважала музика пізніх романтиків та твори XX століття; вершиною її сольної кар'єри стало виконання 24 прелюдії Клода Дебюссі в 1962 році на концерті на честь століття композитора. У різні роки Шербеску гастролювала як солістка у Чехословаччині, Польщі, Югославії, Італії, Туреччині, Швеції, Фінляндії, СРСР. Як акомпаніатор виступала з Джордже Енеску.
Незважаючи на виконавські успіхи Шербеску, Бухарестська консерваторія тричі, у 1931, 1938 та 1947 рр., відмовилася від її послуг як викладача, і лише у 1948 р. вона отримала у консерваторії посаду професора, зберігши її до кінця життя. Серед учнів Шербеску — Костянтин Іонеску-Вову, Теодор Парасківеску, Олександр Шумський тощо. Погруддя Шербеску встановлено в головній будівлі консерваторії.